# Úplaz (Malá Fatra, 1085 m)
Úplaz je vrchol v hlavním hřebeni Lúčanské Malé Fatry o nadmořské výšce 1085 m nad obcí Rajecká Lesná. Na severovýchodních svazích je v Sedle pod Hnilickou Kýčerou oblíbené bivakovací místo, protože se nachází přibližně ve středu trasy Lúčanské hřebenovky.

## Přístup
- po  značce hlavním hřebenem ze Sedla pod Úplazom nebo Sedla pod Hnilickou Kýčerou